# 鶴姫 (中川秀政正室)
鶴姫（つるひめ、永禄10年（1567年） - 没年不詳）は、安土桃山時代の女性。織田家・豊臣家に仕えた中川秀政の正室。

## 生涯
織田信長の娘であるが史料が乏しく生母も不明である。中川清秀が天正6年（1578年）からの荒木村重討伐で戦功を挙げたことから「信長公これを賞し、その女を以って秀政に嫁し、婿となす」とある（『織田家雑録』）。このことから輿入れは天正6年であったとされる。ただ鶴姫は「秀政室早世、子供なし」とされており、子に恵まれないまま早世したようである（『織田家雑録』）。